# Нунчаку
Нунчаку, нунчаки (яп. ヌンチャク) — традиційна японська зброя, що являє собою дві з'єднані ланцюгом чи мотузкою палиці.

## Історія
Нунчаку в тому виді, в якому ми їх знаємо, прийшли з Окінави (Рюкю) — архіпелагу, що є сьогодні частиною Японії, проте заселеного іншим народом, що говорить іншою мовою. В японській мові навіть немає слова для позначення нунчаку — коли потрібно написати слово «нунчаку», використовується або запис «ну-н-ча-ку» катаканою — складовому алфавіті, яким японці записують іноземні слова, або китайське сполучення ієрогліфів 雙節棍 «двочленна палиця» («дволанковий ціп»), яке китайською мовою читається як «шуан-цзє-ґунь», окинавською — як «нун-ча-кун», а японською — як «со-сецу-кон».
Їх виникнення пов'язують із забороною на носіння мечів в Японії, внаслідок якої стало популярним використовувати як зброю різноманітні речі. Прототипом нунчаку, скоріш за все, були окінавські вудила, що також складалися із двох дерев'яних палиць, зв'язаних за краї мотузкою. За іншою версією нунчаки походять від ціпа для обмолоту рису.
Нунчаку не були особливо популярною зброєю — про це можна судити хоч би з того, що не збереглося жодного традиційного ката з нунчаку. Причина такої невисокої популярності нунчаку швидше за все в тому, що вони малоефективні при зіткненні з супротивником, що використовує жердину-бо або іншу довгу зброю чи меч. З іншого боку, людина, що уміло застосовує нунчаку, могла з легкістю спонукати до втечі декількох беззбройних або озброєних ножами і кастетами супротивників. Тому в ті роки, як і в наші дні, нунчаку використовувалися головним чином як засіб вуличної самооборони, що дозволяє відбитися від хуліганів або грабіжників. Втім варто звернути увагу й на те, що техніка нунчаку складніша, аніж, наприклад, техніка бою жердиною і невмілий боєць може легко травмувати сам себе. Тому їх невелика популярність в ті часи могла бути спричинена також і великою тратою часу на оволодіння цим знаряддям, що забирало пріоритет нунчаку перед іншими, конструктивно простішими та легшими в опануванні видами зброї.
Подібна нунчаку зброя існує практично в усіх розвинених бойових мистецтвах. Зокрема: китайський ердзегун[джерело?] (ерцзєґунь 二节棍), філіппінський табак-тойок, корейський ссанджольбон, європейські бойові ціпи — усі ці види зброї конструктивно схожі з нунчаку. Деякі з цих систем просто запозичили нунчаку з кобудо, як це сталося з філіппінськими бойовими мистецтва — їх чако табак-тойок і драй боло є все ті ж нунчаку, але тільки зроблені з місцевих порід дерева. Інші бойові мистецтва використовують свою власну палично-ланцюжкову зброю, що здавна застосовувалася в цьому регіоні, — такі, приміром, шаоліньский саньцзєґунь (кит.: 三节棍) або європейський ціп.
В США поліцейська модель нунчаку, розроблена сержантом Кевіном Оркаттом, прийнята на озброєння у ряді поліцейських департаментів. Здебільшого вони використовуються не як ударна зброя, а для захоплення підозрюваного за зап'ястя або щиколотку.